# Schlossbrauerei Rheder
Vous pouvez aider à l'améliorer ou bien discuter des problèmes sur sa page de discussion.
- Il ne cite pas suffisamment ses sources. Vous pouvez indiquer les passages à sourcer avec {{référence nécessaire}} ou {{Référence souhaitée}}, et inclure les références utiles en les liant aux notes de bas de page. (Marqué depuis mai 2021)
- Il contient une ou plusieurs listes. Le texte gagnerait à être rédigé sous la forme d’un ou plusieurs paragraphes synthétiques, afin d’être plus agréable à lire. (Marqué depuis mai 2021)

- Archive Wikiwix
- Bing
- Cairn
- DuckDuckGo
- E. Universalis
- Gallica
- Google
- G. Books
- G. News
- G. Scholar
- Persée
- Qwant
- (zh) Baidu
- (ru) Yandex
- (wd) trouver des œuvres sur Wikidata

La Schlossbrauerei Rheder est une brasserie à Brakel, dans le Land de Rhénanie-du-Nord-Westphalie.

## Histoire
La famille des barons de Spiegel et de Mengersen s'installe en 1400 à Rheder. Elle gérait les biens de la principauté de Paderborn et de l'abbaye de Heerse. Le village de Rheder est mentionné pour la première fois en 1120.
Le 2 juillet 1686, Christian Falcko von Mengersen, propriétaire du château de Rheder, obtient le droit de brassage de Hermann Werner von Wolff-Metternich zur Gracht, le prince-évêque de Paderborn. La Schloßbrauerei Rheder est depuis toujours dans le domaine familial des barons de Spiegel et de Mengersen.

## Production
- Schloßbräu Rheder Pils
- St. Annen dunkel
- Schloßbräu Doppelbock
- Schloßbräu Husarentrunk
- Rheder Weizen
- Schloßbräu Rheder Malz
- Rheder Hell
- Hefe-Weizen alkoholfrei
- Jubiläumsbier 1686
- Radler

L'eau de brassage de la Schloßbräu Rheder Pils provient de la réserve naturelle de Nethe. L'orge brassicole est transformée sur place.